# Bharathapuzha
La  Bharathappuzha  (മലയാളം en malayalam, rivière de Bharat ) est un fleuve permanent important du sud de l'Inde coulant vers l'ouest, long de 209 km. 

## Géographie
La Bharathappuzha prend sa source dans les monts d'Anamalai, à la frontière de l'État du Tamil Nadu et du Kerala puis se jette dans la mer d'Arabie. C'est le second plus long fleuve du Kerala après le Periyar.

## Importance
Cours d'eau permanent, il est aussi l'épine dorsale de la culture du Kerala. Le fleuve baigne la Kerala Kalamandalam, école des arts du Kerala mais aussi des temples comme celui de Rāma à Thiruvilwamala, de Navamukunda  à Thirunavaya ou d'Ayyappan à Chamravattam. Nombre de crémations se réalisent aussi sur les rives du fleuve.

## Notes et références

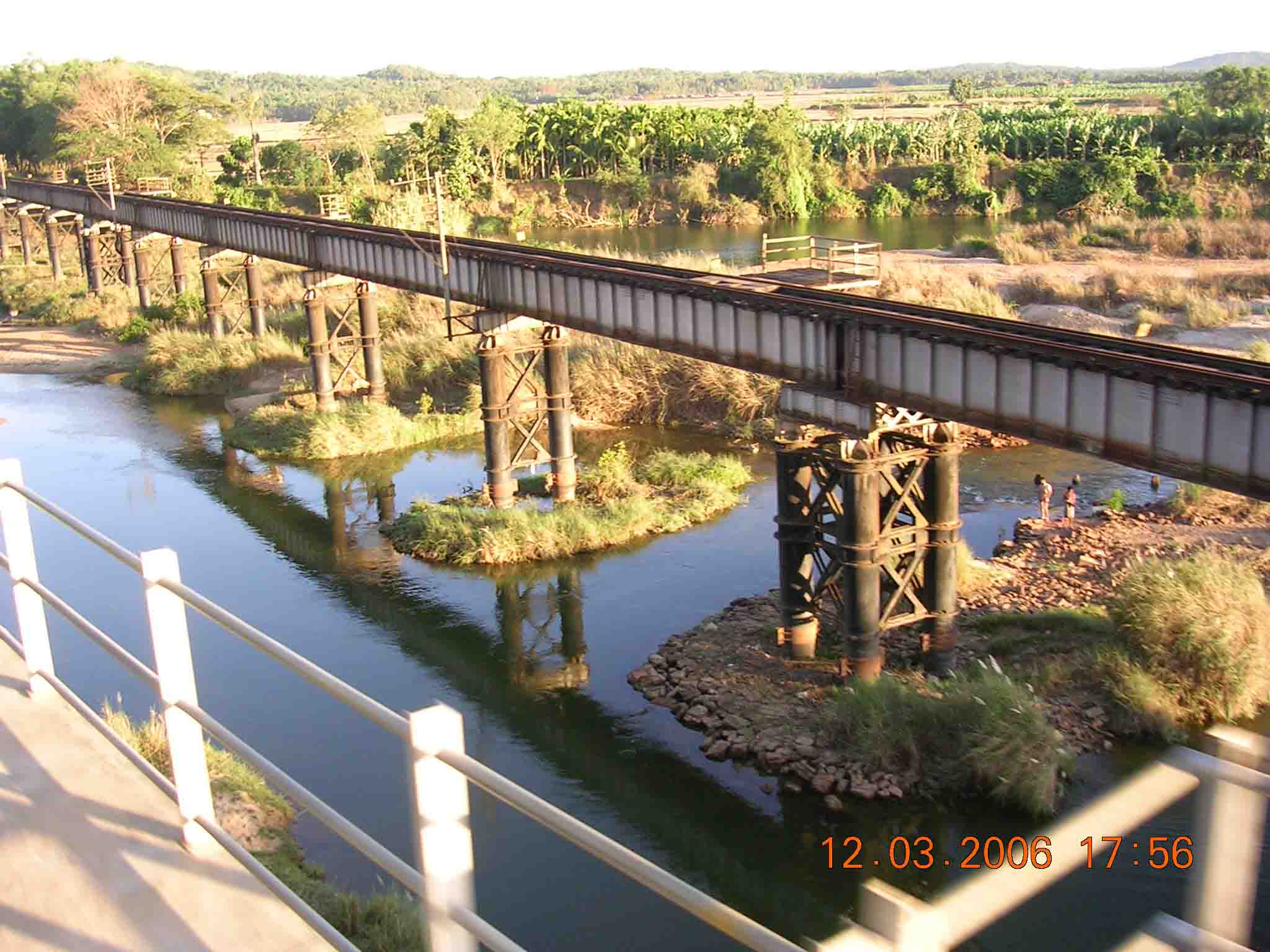
Pont enjambant le fleuve de l'ancienne voie de chemin de fer.
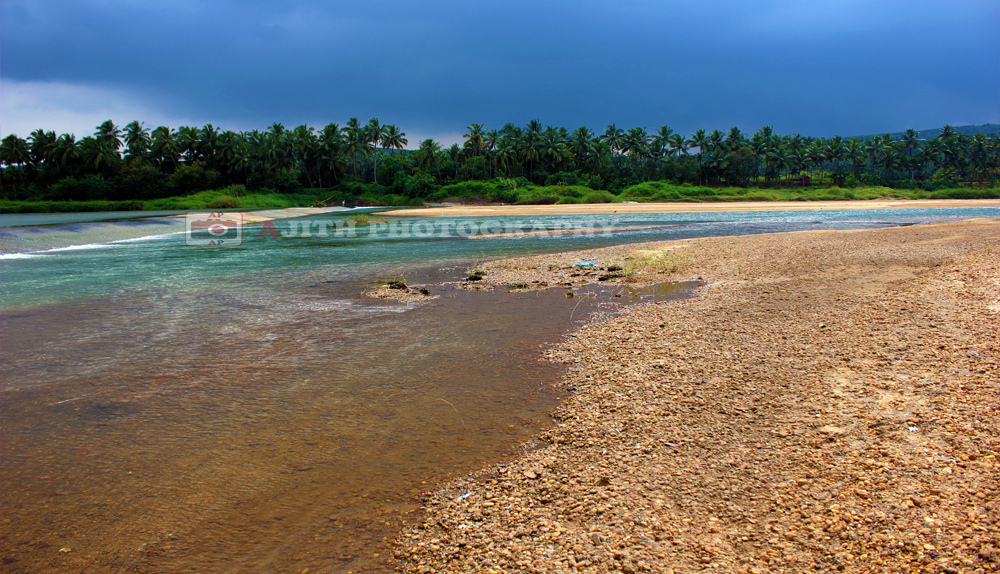
Une vue vers la source prise vers Shoranur.